# One Step Too Far
"One Step Too Far" là bài hát của Faithless trích từ album thứ ba của họ, Outrospective. Ca khúc này đạt đến vị trí thứ sáu của UK Singles Chart. Ca khúc có sự góp mặt của em gái Rollo, Dido trong phần nhạc nền. Ca khúc được phối lại rất nhiều trong đĩa đơn được phát hành

## Danh sách bài hát
Đĩa đơn dưới dạng CD tại Anh
1. "One Step Too Far" (Bản chỉnh sửa của đài phát thanh) - 3:24
2. "One Step Too Far" (Bản phối của Rollo & Sister Bliss) - 7:43
3. "One Step Too Far" (Bản chỉnh sửa của Alex Neri Club Rah Mix) - 8:48

Đĩa đơn dưới dạng CD tại Úc
1. "One Step Too Far" (Bản chỉnh sửa của đài phát thanh - 3:24
2. "One Step Too Far" (Bản phối của Rollo & Sister Bliss) - 7:43
3. "One Step Too Far" (Bản chỉnh sửa của Alex Neri Club Rah Mix) - 8:48
4. "One Step Too Far" (Bản phối của Absolute Beginner) - 6:32
5. "One Step Too Far" (CD-Rom Video) - 3:34

Bản chính thức
- One Step Too Far (phiên bản album) 5:19
- One Step Too Far (Bản chỉnh sửa của đài phát thanh 3:25
- One Step Too Far (Bản chỉnh sửa của đài phát thanh (PROMO) 3:22
- One Step Too Far (Bản phối của Absolute Beginners Mix) 6:33
- One Step Too Far (Bản chỉnh sửa giọng của Alex Neri Club Rah Mix) 9:20
- One Step Too Far (Bản chỉnh sửa của Alex Neri Club Rah Mix) 8:48
- One Step Too Far (Bản phối của Alex Neri) 9:37
- One Step Too Far (Bản nhạc không lời phối theo của Alex Neri Club) 9:22
- One Step Too Far (Bản phối của Rollo & Sister Bliss) 7:43
- One Step Too Far ((Bản phối của Rollo & Sister Bliss Funky) 6:50

## Các bảng xếp hạng
| Các bảng xếp hạng (2001)                | Thứ hạng cao nhất |
| --------------------------------------- | ----------------- |
| UK Singles (The Official Chart Company) | 6                 |
| US Billboard Hot Dance Club Songs       | 4                 |
| Úc (ARIA)                               | 21                |